# Cheryl Cole
Cheryl Cole, nascuda com Cheryl Ann Tweedy, (Newcastle upon Tyne, 1983) és una cantant solista anglesa, ex component del grup Girls Aloud. Al costat d'elles assolí una xifra rècord de singles, aconseguint que tots ells (20) arribessin al Top 10 en el Regne Unit. El 2008 Cheryl es va convertir en jurat del famós reality show The X Factor. Estigué casada amb el futbolista Ashley Cole des del juliol de 2006 fins al setembre de 2010, moment en el qual la parella es divorcià. El 7 de juliol de 2014 es va casar en secret amb Jean-Bernard Fernandez-Versini, un restaurador francès.
El quintet Girls Aloud que es va formar l'any 2002 a partir del programa Popstars: The Rivals. L'octubre de 2009, va publicar Fight for This Love, el seu primer single en solitari. La cançó va arribar al número 1 en el Regne Unit, Irlanda, Dinamarca, Noruega i Sud-àfrica sent el quart single més venut de 2009 al Regne Unit (292.845 còpies durant la primera setmana) per darrere de Poker Face i Just Dance de Lady Gaga i també I Gotta Feeling de Black Eyed Peas. Aquesta mateixa cançó va ser nominada en els premis Brit Awards de 2010.